# De geweldige wiswassen
Heer Bommel en de geweldige wiswassen (in boekuitgaven/spraakgebruik verkort tot De geweldige wiswassen) is een verhaal uit de Bommelsaga, geschreven en getekend door Marten Toonder. Het verhaal verscheen voor het eerst op 13 juli 1978 en liep tot 15 november van dat jaar.
Het centrale thema is het gevaar van chemische manipulatie in het plantenrijk.

## Vakantieaankondiging in strip 316
Op 16 november drukt de NRC de speciale stripstrook 316 af. Hierin nemen Tom Poes en bediende Joost afscheid van heer Ollie, die alleen met de Oude Schicht naar het zuiden rijdt. Hij heeft behoefte aan zon en rust zonder gebabbel. Tom Poes vindt het maar saai en vraagt zich af of zijn vriend oud aan het worden is. Bediende Joost gaat bij zijn tante logeren, zodat het kasteel verlaten achterblijft.

## Voetnoot
1. ↑  Op 12 juni verschijnt in het NRC een aankondiging uit de mond van heer Bommel, dat zijn biograaf tot 13 juli met vakantie gaat.

## Hoorspel
- De geweldige wiswassen in het Bommelhoorspel